# プライベートナース
『プライベートナース』（Private Nurse）は2001年6月15日に、かつて存在したソフトハウスAngelSmileより発売された18禁ノベルアドベンチャーゲーム。
2003年9月25日にデータム・ポリスターより『プライベートナース -まりあ-』（Private Nurse Maria）としてコンシューマ版が発売された。 
- 日本では2001年の法改正により「看護婦」を「看護師」と呼ぶが、本稿では作中の表記に従い「看護婦」と表現する。
- 2004年8月10日にコアマガジンより発売された谷村まりかの成人向け漫画およびそのドラマCD化作品の『プライベートナース』は本作品とは無関係。

## ストーリー
母の依頼で、主人公力道　広樹の元に、「プライベートナース」のまりあが派遣されてくる。

期間は一か月。住み込みで病気の治療に当たるのだという。

気ままな生活に慣れていた広樹はこれを拒むが、まりあ一向にかまわず、笑顔で接し続ける。
そこで広樹は、「一週間以内に治療したいと思わせるように気持ちを変えられたら、治療してもよい」と条件をだした。
まりあはその条件に、笑顔で応じるのだった。

そんな様子を、複雑な思いで見つめる幼馴染の彩乃。
はたして広樹は、この新しい環境の中で、どのように変わっていくのだろうか？

## 登場人物
- 声はコンシューマ版の声優。PC版は非公開。

力道　広樹（りきどう ひろき）
プレーヤーキャラクター。高校3年生。幼少より謎の病気に侵され、学園生活をもんもんと過ごしている。父は既に死去、長距離トラックのトラック運転手の母は不在がちである為、実質一人暮らしである。
病気克服にあたり両親は彼を厳しく育てた結果、病弱さは治らぬものの根性だけはたくましく育った。意外と浪花節な性格。いかんせん体がついてこない。
宮森 彩乃（みやもり あやの　-声：こおろぎさとみ）
身長158cm 体重46kg B83/W57/H87　誕生日 2月8日
広樹の幼馴染。ボブショートに左の髪留めがポイント。すでに腐れ縁の中で、病弱の広樹をなんとか元気にしようと毎日接している。成績優秀、運動神経抜群の才女である為、運動部の助っ人をしょっちゅう依頼されている。
元気で明るい性格だが、面倒くさがりな一面も。でも広樹には、毎朝お気に入りのスクーターとカエルのヘルメット姿で迎えに来る世話焼きさん。
まりあ（-声：本井えみ）
身長154cm B88/W58/H88
プライベートナース。紫の髪に独特なツインテールで、メイド服似の看護婦の恰好をしている。
「特一種看護資格」という架空の国家資格を持つ。究極の個人専用看護婦で、大学病院ひとつ分に相当する医療技術を持つ存在とうわさされている。
そんな彼女を、なぜ広樹の母は彼の元に送れたのであろうか。幼少の頃の広樹と、なんらかのかかわりを持っているらしい。
慈愛と温かさをもった女性だが、買い物や料理が大好きな普通の女の子にしか見えない。
沙生 美緒（さしょう みお-声：藤原美央子）
身長172cm B92/W60/H90
広樹の学校の保健医。長髪でメガネ使用。常に白衣を着ている。愛想はあまりなく、仕事に熱心さが感じられない。保健室で昼寝していることもしばしば。
チョココーティングスティックプレッツエルが大好きで、オカルトの知識はちょっとしたもの。
実は、阿奏 美晴（あそう みはる）が訳あって入れ替わっており、本物の美緒は優秀な保健医。二人はルームメイトである。

### 登場人物 その他
ツインナース
まりあが不在時に現れる、半人前のプライベートナースの二人組。二人そろって身長180cm以上の長身。ペラペラはおしゃべり好き、イトメはほとんどしゃべらない。
まりあほどの能力はないが、少なくともイトメの入れるお茶はおいしい。
ジュリエット
もう一人の「プライベートナース」。まりあより幼く感じられる。無表情だが優しい性格の女性。
ストーリーにかかわる重要な事実を伝えに、まりあや広樹の前に現れる。
由乃＆優乃（よしの＆ゆうの）
彩乃の、おちゃめな母親とおしゃまな妹。なにかと彩乃と広樹をくっつけたがり、あまつさえ二人の仲をのぞいたりするお邪魔虫。優乃は母親同様手先が器用。
蒼木奈央（あおき　なお)
彩乃の友人。バスケット部所属。
西野森
広樹とは旧知の仲の友人。常にジャージ姿。明るくさっぱりした性格。

## システム
選択肢はあるものの、基本的には攻略キャラ一本道のテキストアドベンチャー。
特筆すべきは「コミックディスプ」という、漫画のコマ割りや、フレームそのものが動くといった画面演出法にある。

印象的なシーンをより効果的に演出している。
まりあと彩乃のエンディングのあと、After Diaryという短編集が各々10数編用意される。
癒しをコンセプトとするだけあって、Musicモードは環境アプリケーションとしても使用できる。

## スタッフ
- キャラクターデザイン：根須 魂介（こんす こんすけ）
- シナリオ：JUN
- 音楽制作：V.Hearts
  - 主題歌：

『空を見つめて』-Vo.maaya（PC）
『EverLastingLove』-Vo.七海薫（PS2）

## 関連アイテム

### ファンブック
- 『Private Nurse　根須 魂介アートワークス』メディアワークス、2001年12月20日。ISBN 4-8402-1991-5